# Bernadina Growell
Bernadina Growell-Kock (Aruba, 27 februari 1939 - 22 januari 2009), ook bekend als Flor di Brasil en Mama di cultura, was een Arubaans zangeres en liedjesschrijver.

## Leven
Growell was een dochter van Francisco Kock en Bonaventura Kock-Geerman. Sinds haar kindertijd zong zij in het kerkkoor. Toen ze twaalf was, acteerde en zong zij ook op school. Naast zingen speelde zij gitaar, cuatro, accordeon en orgel. Op vijftienjarige leeftijd begon ze met componeren; haar eerste liedje was Un Soño (Een droom). Een jaar later vormde zij samen met haar zus Mariana Kock en Lucrecia Stamper het trio Las Campiranas.
In 1965 trouwde Bernadina met Cecil Growell, die lid was van Sensacion del Caribe, een legendarische band uit Aruba. Als vaste componist speelde Bernadina een belangrijke rol in het succes van Cecil en de groep.

## Artistieke carrière
Growell componeerde meer dan zevenhonderd muziekstukken voor carnaval, kerstmis, moederdag en voor de kerk. In 1977 was zij de eerste vrouw die deelnam aan het Tumba Festival van Aruba, waar zij haar eigen compositieGaliña den Carnaval (Kip op carnaval) zong. In 1982 bracht zij haar eerste lp uit, getiteld Un Soño en geproduceerd in de studio van Radio Kelkboom. De lp bevat tien liedjes in het Papiaments. Growell richtte ook verschillende folkloristische groepen op, leidde ze of maakte er deel van uit.

## Eerbetoon
In 1997 werd Growell benoemd tot lid in de Orde van Oranje-Nassau. In 2001 eerde minister van Toerisme Lily Beke-Martinez Growell als Mama di folkore  y cultura di Aruba (Moeder van de folklore en cultuur van Aruba). In 2011 kreeg een straat in de wijk Brasil haar naam: Caya Bernadina Growell-Kock. Bijna ieder jaar organiseert de Bernadina Growell-Kock Foundation in Brasil een folkloristisch songfestival, gewijd aan Bernadina Growell-Kock.